# Michał Wilniewczyc
Michał Wilniewczyc (ur. 7 stycznia 1912 w Dąbrowicy położonej 10 km na północ od Nowogródka (diecezja pińska, Polesie na Kresach), zm. 10 maja 1997 w Drohiczynie) – ksiądz katolicki, kapelan, działacz polonijny w Nowej Zelandii.

## Życiorys
Rodzicami jego byli: ojciec – Wincenty Kuniewicz-Wilniewczyc herbu Belina – matka Aniela z d. Bohdanowicz. Do 1922 uczęszczał do miejscowej szkoły powszechnej w Dąbrowicy, a od jesieni 1922 do Szkoły Powszechnej im. G. Piramowicza w Nowogródku. W roku 1926 wstąpił do Mniejszego Seminarium Duchownego w Nowogródku. W 1931 uzyskał świadectwo dojrzałości. Od 1931 rozpoczął naukę w Wyższym Seminarium Duchownym w Pińsku. Święcenia kapłańskie otrzymał 27 grudnia 1933. 27 marca 1937 otrzymał nominację na wikariusza do parafii Łubin, dek. Bielskiego. 17 września 1939, kiedy wojska sowieckie przekroczyły granicę polską, otrzymał nominację na wikariusza we Wsielubiu.
1 października 1939 rozpoczął pracę duszpasterską w Hajnówce, gdzie pracował do 11 listopada 1939. W tym dniu został wezwany na posterunek milicji. Został tam zatrzymany i po trzech godzinach rozmowy wywieziony do Świsłoczy. Tu został niesłusznie oskarżony o to, że namawiał swego ucznia do wywieszania afiszów z napisem: „Niech żyje Polska, precz z Sowietami”. Ze Świsłoczy w nocy z dnia 11 na 12 listopada przewieziono go pod strażą z karabinami do więzienia w Wołkowysku. Warunki więzienne były bardzo ciężkie. Jak sam wspominał: „Panowała taka ciasnota, że w nocy jedni spali na pryczach, inni pod pryczami, jak ja między kozłami z posłem, na podłodze, wszyscy na jednym boku. Nikt nie mógł sobie pozwolić leżeć na wznak lub na innym boku. Kiedy przewracał się jeden, musieli to samo czynić inni. Jednemu w ogóle zabrakło miejsca, więc leżał na plecach, a nogi wkładał do paleniska w piecu, a obok stała parasza – kubeł dla spraw fizjologicznych. Tylko na pryczach były stare sienniki polskie, wypełnione startą słomą, z których sypało się próchno na tych, którzy leżeli pod pryczami; Dwa razy na dzień, rano i wieczorem, wyprowadzano wszystkich do ubikacji. Dokuczał nam najwięcej brud – sto wszy zabić to była norma. Dopiero w więzieniu poznałem, co to jest menda (pasożyt). Jedni strażnicy pozwalali przeglądać bieliznę i ubranie, inni nie, bo „dajesz – mówili – marne świadectwo o Sojuzie Sowieckim”; Życie było bardzo ciężkie, ale jeszcze nie było głodu, a to dzięki zapasom żywności, jakie zostały po uprzednim zarządzie polskim. Dawano każdemu 400 g. chleba, łyżkę cukru i zabarwioną nie wiem czym wodę (czaj), na obiad zupę, na kolację zupę albo kaszę.”
Na początku lipca 1940 umieszczono go w dawnym carskim więzieniu w Homlu. Tam odczytano mu wyrok: siedem lat ciężkich robót w lasach.
Po wyjściu na wolność przebywał w Rosji jako kapelan szpitala VI Dywizji. 1 listopada 1944 roku przypłynął do Wellington w Nowej Zelandii okrętem US Navy „General Randall”, na którego pokładzie znajdowało się 733 polskich sierot (dzieci z Pahiatua), wyprowadzonych ze Związku Sowieckiego.
Był drugim kapłanem polskim działającym w Nowej Zelandii (po księdzu Bucholtzu z zakonu paulinów, który pracował dorywczo wśród Polaków w latach 1879–1880). Dzieci przyjął sam premier Nowej Zelandii Peter Fraser. Były to głównie sieroty i półsieroty, których rodzice zmarli w ZSRR i Persji, lub których ojcowie walczyli na froncie. Najmłodsze z tych dzieci miało około trzech lat. Wraz z siostrami zakonnymi (urszulankami szarymi), Marią Aleksandrowicz i Anną Tobolską roztoczył nad dziećmi opiekę duszpasterską. Stamtąd wyjechał do Włoch na studia, gdzie uzyskał doktorat.
Po 18 latach od aresztowania (w 1957) wrócił do Polski i mieszkał na terenie pozostałej w Polsce części diecezji pińskiej – w Drohiczynie nad Bugiem. Był kanonikiem honorowym i profesorem seminarium duchownego. Po powrocie do Polski w dalszym ciągu udzielał się w akcjach charytatywnych. Między innymi był koordynatorem działających w diecezji od roku 1986 parafialnych zespołów charytatywnych.
Jesienią 2011 nakładem wydawnictwa Apostolicum ukazała się biograficzna książka Kapłańska Odyseja ks. Michała Wilniewczyca – Sybiraka, kapelana w Armii Gen. Andersa, opiekuna duchowego polskich sierot w Persji i Nowej Zelandii autorstwa ks. Andrzeja Chibowskiego.
Został pochowany na cmentarzu parafialnym w Drohiczynie.